# چشمه آبگرم لاکوا

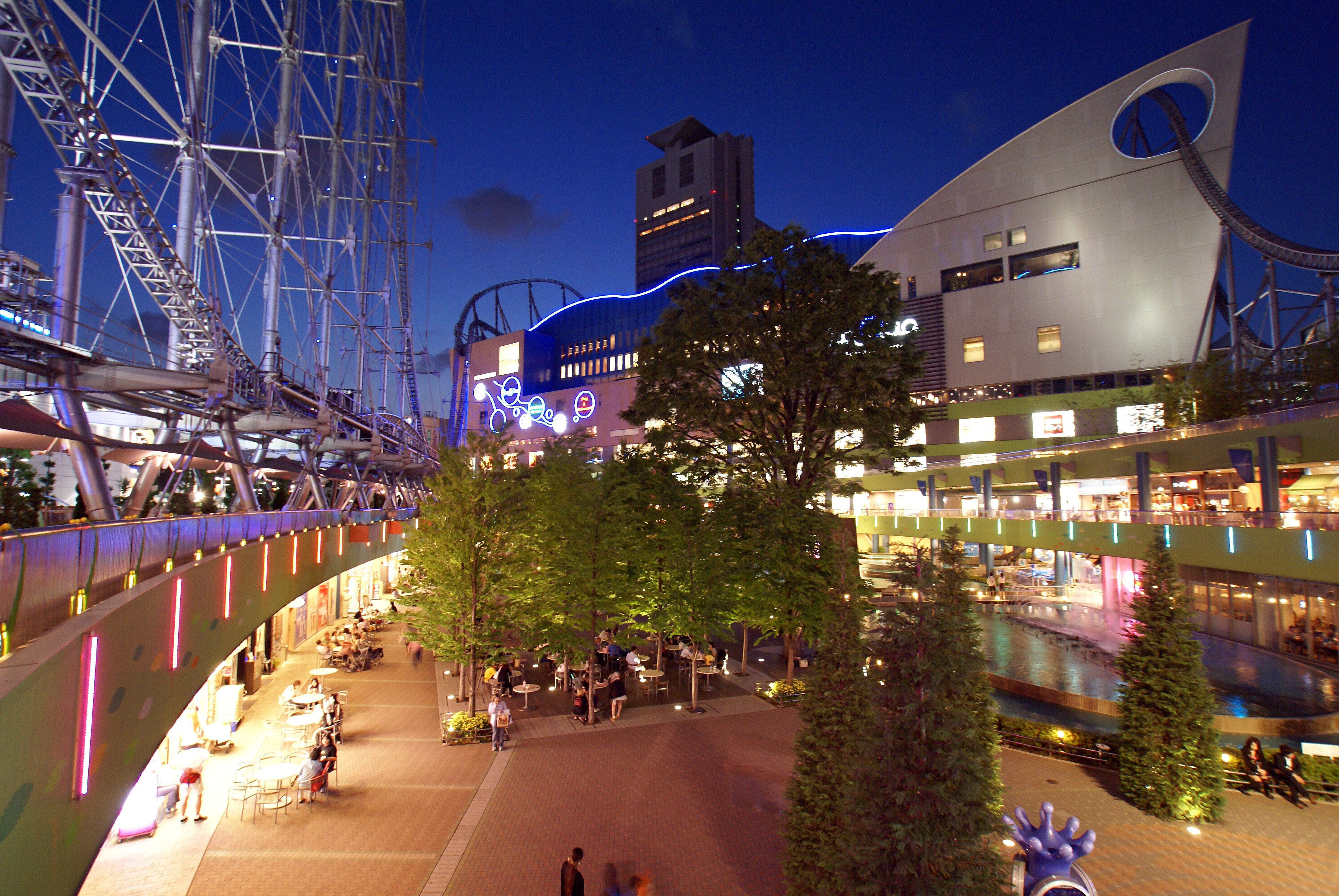
چشمه آبگرم لاکوا

چشمه آبگرم لاکوا (به ژاپنی: ラクーア) (به انگلیسی: LaQua) در داخل مجموعه تفریحی توکیو دم سیتی در منطقهٔ بونکئو در توکیو پایتخت ژاپن واقع شده‌است. چشمه آبگرم لاگوا، چشمه آبگرم توشیمائن نیوانویو و اوادو-اونسن-منوگاتاری سه حمام آب‌معدنی تفریحی و بزرگ توکیو محسوب می‌شوند و از مجموعه‌ای از حمام‌های مختلف تشکیل شده‌اند.

## ورود
- ورودی هر نفر به این آبگرم در طول روز ۲۵۶۵ ین است. در صورت استفاده از استخر آب گرم همراه بردن مایو لازم است.

## دسترسی به منطقه
- خط جی آر، خط چوئو-سوبو، ایستگاه سوئیدوباشی